# Пешина, Томаш Ян

Епископский герб Томаша Яна Пешины из Чехорода

Томаш Ян Пешина из Чехорода (чеш. Tomáš Pešina z Čechorodu; 19 декабря 1629, Початки, Королевство Богемия — 3 августа 1680, Прага) — чешско-моравский писатель-полемист, историк, представитель барокковой историографии времен Контрреформации, католический священнослужитель.
Один из самых выдающихся представителей литературы барокко в Чехии.

## Биография
Бюргер по происхождению. С 1643 по 1648 обучался в иезуитской школе в г. Йиндржихув-Градец, позже продолжил изучать теологию и философию в Праге.
После окончания учебы получил степень магистра семи свободных искусств и бакалавра теологии.
В 1654 был рукоположен в священники. Его карьера началась в качестве капеллана, позднее — настоятель в г. Костелец-над-Орлици. С 1657 — декан в Литомишле. В следующем году назначен епископским викарием половины Хрудимского края.
В 1663 стал каноником в Литомышле. В 1665 переведен пражским каноником при соборе Святого Вита.
В 1668 решением совета Священной Римской империи титулован пфальцграфом и советником императора. Через два года стал генеральным викарием, а вскоре и капитульным деканом.
С 1674 — вспомогательный епископ Праги.
Умер во время эпидемии чумы. Похоронен на Малостранском кладбище Праги.

## Творчество и научная деятельность
Как и другой чешский историк Богуслав Балбин (1621—1688) кроме пастырской службы, занимался изучением истории своей страны. Часто Томаша Пешина сравнивают с Б. Балбиным. Его работы, с точки зрения количества, более скромны, но их значение и историческая ценность обеспечили ему важное место в историографии Богемии и Моравии.
Он писал стихи, как и Балбин. Сам Балбин писал о нем, что, не знает никого, в то время, кто бы внес более весомый вклад в исследование истории Богемии и Моравии.
Рано начал интересоваться историей и в 1653 написал свою первую работу о происхождении и развитии христианства в Чехии (не сохранилась). Во время пастырской службы в Литомышле решил составить историю Великоморавской державы и усиленно собирал материалы.
Исследовал Далимилову хронику, первую историческую хронику на чешском языке, которая датируется началом 1310-х гг.
Сочинение о чешской истории он решил составить по-чешски, чтобы с ним могли ознакомиться все соотечественники. На чешском языке он написал краткую историю Моравии (1663), а также издал на латинском языке сочинение о военной и политической истории Моравии (1677). Наиболее известен труд Пешины с призывом к христианам объединиться против турецкой опасности.
Его патриотизм, стремление собрать как можно больше свидетельств по отечественной истории повлиял на последующие поколения чешских ученых и писателей.
Томаш Ян Пешина из Чехорода считается отцом Моравский историографии.

## Избранные труды

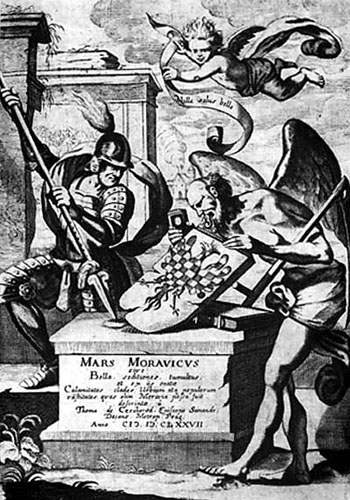
Титульный лист «Mars Moravicus». 1677

Результатом его работы стали основные труды на латинском языке.
- Prodromus Moravographiae (1663)
- Ucalegon Germaniae, Italiae Et Poloniae Hvngaria, Flammâ Belli Turcici Ardens (1663)
- Parochianus obediens, sive de duplici debito Parochianorum, audiendi scilicet Missam et Verbum Dei, in sua Parochia, saltem diebus Dominicis et festis majoribus, stante commoditate. Per R. P. B. B. C. P. primum Duaci: postea Rothomagi: deinde Posnaniae: nunc Litomisslii (1665)
- Thesaurus In Lucem Protractus, Sive S. Mercurius, Maximus Orientis Martyr, Juliani Imperatoris Apostatae, Deo & Deiparâ jubente, Percussor (1675)
- Mars Moravicus (в 5 томах, 1677)
- Bohvslai Balbini Dissertatio apologetica pro lingva slavonica, praecipve bohemica ad clarissimvm virvm Th. Cz. opus postvmvm (1775)